# Oltacloea beltraoae
Oltacloea beltraoae är en spindelart som beskrevs av Antonio D. Brescovit och Ramos 2003. Oltacloea beltraoae ingår i släktet Oltacloea och familjen Prodidomidae. Inga underarter finns listade i Catalogue of Life.